# Филипенко, Егор Всеволодович
Его́р Все́володович Филипе́нко (бел. Ягор Усеваладавіч Філіпенка; род. 10 апреля 1988, Минск) — белорусский футболист, защитник и капитан клуба «Урал». Мастер спорта Республики Беларусь международного класса (2011). Может играть на всех позициях в защите.

## Клубная карьера
Воспитанник минской «Смены». Первый тренер — Леонид Иванович Данейко.
Профессиональную карьеру начал в БАТЭ в 2005 году, выступал за дубль. В 2006 году дебютировал в чемпионате Беларуси. Уже в 19 лет он составлял непробиваемую чемпионскую связку БАТЭ с Артемом Радьковым. Успешный сезон закрепил включением Егора в сборную БФФ списка 22 лучших футболистов чемпионата Беларуси 2007.
30 октября 2007 года перешёл в московский «Спартак», в котором дебютировал на Кубке Первого Канала 2008. В чемпионате России 2008 сыграл в 11 матчах команды. Первую половину 2009 года провёл в аренде в «Томи» (где почти не играл из-за травмы), во второй сыграл за «Спартак» в 5 матчах и забил 1 мяч. В сезоне 2010 года находился в аренде в клубе «Сибирь».
17 февраля 2011 года вернулся в белорусский БАТЭ до конца года на правах аренды. 28 августа в белорусском «классико» в Борисове при счете 2:2, который сам же и сделал равным, на 81-й минуте встал в ворота «жёлто-синих» после удаления голкипера Александра Гутора за игру руками за пределами штрафной (вторая жёлтая, а лимит замен был уже исчерпан), счёт в матче не изменился. Участник Лиги чемпионов 2011/12 в составе БАТЭ.
21 февраля 2012 года борисовский клуб и «Спартак» подписали межклубный договор о переходе Филипенко в БАТЭ на постоянной основе. 23 февраля был подписан личный контракт. Участник Лиги чемпионов 2012/13. Был включён БФФ в список 22 лучших футболистов чемпионата Беларуси 2013. Успешно для Филипенко сложился сезон 2014, в котором он был признан лучшим защитником чемпионата Беларуси-2014.
В декабре 2014 года появилась информация о том, что Филипенко у которого заканчивался срок действия контракта с борисовской командой близок к переходу в турецкий «Фенербахче». Позже защитник на правах свободного агента оказался в распоряжении испанской «Малаги», с которой успел пройти медосмотр и подписать контракт, рассчитанный до конца сезона-2016/17. 7 января Егор был представлен в качестве футболиста «Малаги» и взял себе «24» номер.
13 января 2015 года Филипенко дебютировал в официальных матчах за «Малагу». Он вышел на 66-й минуте ответного матча 1/8 финала Кубка Испании 2014/2015 против «Леванте» и помог своей команде пробиться в следующий раунд. 6 декабря 2015 года Егор дебютировал в испанском чемпионате, став четвёртым белорусским футболистом, сыгравшим в Примере. В андалузском клубе стал выходить на позиции опорного полузащитника.
Летом 2016 года стал игроком тель-авивского «Маккаби». В сезоне 2016/2017 чередовал выходы в стартовом составе и на замену, в сезоне 2017/2018 потерял место в основе, и после 14 сентября 2017 года, когда вышел в стартовом составе в матче Лиги Европы против пражской «Славии» (0:1), до конца года не появлялся на поле. В январе 2018 года был отдан в аренду другому израильскому клубу, «Ашдоду», где стал игроком основы.
В июне 2018 года перешёл в борисовский БАТЭ. Закрепился в стартовом составе команды.
В январе 2021 года было объявлено, что Филипенко покидает БАТЭ. Вскоре защитник подписал соглашение с солигорским «Шахтёром». В сентябре 2022 года футболист расторг контракт с солигорским клубом по соглашению сторон, получив предложение от зарубежного клуба. Вскоре появилась информация, что игрок скорее всего продолжит карьеру в российском «Урале».
В сентябре 2022 года стал игроком российского «Урала». Дебютировал за клуб 7 октября 2022 года в матче против «Химок». В матче 30 октября 2022 года против «Сочи» отличился результативной передачей.

## В сборной
Бронзовый призёр молодёжного чемпионата Европы 2011 в Дании (на турнире забил 1 мяч в последней игре с чехами, который вывел сборную на Олимпийские игры 2012 в Лондон, и был признан лучшим игроком матча).
В национальной сборной Беларуси дебютировал в возрасте 19-ти лет, 12 сентября 2007 года в матче отборочного турнира чемпионата Европы по футболу 2008 против сборной Словении в Целе (0:1). После 2008 года перестал вызываться в команду, вернулся в состав сборной летом 2011 года.
В августе 2019 года объявил завершении карьеры в национальной команде.

## Достижения

### Командные
БАТЭ
- Чемпион Беларуси (7): 2006, 2007, 2011, 2012, 2013, 2014, 2018
- Обладатель Кубка Беларуси: 2020
- Обладатель Суперкубка Беларуси (2): 2011, 2014

Спартак
- Чемпионат России
  - Вице-чемпион: 2009

Сибирь
- Финалист Кубка России: 2010

Маккаби Тель-Авив
- Чемпионат Израиля
  - Вице-чемпион: 2016/17

Шахтёр (Солигорск)
- Чемпион Беларуси (2): 2021, 2022[a]
- Обладатель Суперкубка Беларуси: 2021

Молодёжная сборная Беларуси
- Бронзовый призёр молодёжного чемпионата Европы: 2011

### Личные
- Лучший защитник чемпионата Беларуси (2): 2013, 2014
- Трижды включался Белорусской федерацией футбола в список 22 лучших футболистов чемпионата (5): 2007, 2013, 2014, 2020, 2021
- Приз «За футбольный талант и самоотдачу в игре за Беларусь» (2015)[25]

## Образование
Окончил Санкт-Петербургский государственный колледж физической культуры и спорта, экономики и технологии, защитив квалификационную дипломную работу на «отлично».

## Клубная статистика
| Клуб                | Сезон            | Лига             | Лига | Лига | Кубки | Кубки | Еврокубки | Еврокубки | Итого | Итого |
| Клуб                | Сезон            | Турнир           | Игры | Голы | Игры  | Голы  | Игры      | Голы      | Игры  | Голы  |
| ------------------- | ---------------- | ---------------- | ---- | ---- | ----- | ----- | --------- | --------- | ----- | ----- |
| БАТЭ                | 2006             | Высшая лига      | 3    | 0    | —     | —     | 0         | 0         | 3     | 0     |
| БАТЭ                | 2007             | Высшая лига      | 20   | 2    | 5     | 0     | 7         | 0         | 32    | 2     |
| Спартак (Москва)    | 2008             | Премьер-лига     | 11   | 0    | 2     | 0     | 4         | 0         | 17    | 0     |
| Спартак (Москва)    | 2009             | Премьер-лига     | 5    | 1    | —     | —     | —         | —         | 5     | 1     |
| → Томь              | 2009             | Премьер-лига     | 2    | 0    | 1     | 0     | —         | —         | 3     | 0     |
| → Сибирь            | 2010             | Премьер-лига     | 18   | 0    | 2     | 0     | 2         | 0         | 22    | 0     |
| БАТЭ                | → 2011           | Высшая лига      | 20   | 2    | 1     | 0     | 10        | 0         | 31    | 2     |
| БАТЭ                | 2012             | Высшая лига      | 19   | 0    | 1     | 0     | 7         | 1         | 27    | 1     |
| БАТЭ                | 2013             | Высшая лига      | 22   | 3    | 0     | 0     | 2         | 0         | 24    | 3     |
| БАТЭ                | 2014             | Высшая лига      | 23   | 1    | 2     | 0     | 9         | 0         | 34    | 1     |
| Малага              | 2014/15          | Примера          | 0    | 0    | 1     | 0     | —         | —         | 1     | 0     |
| Малага              | 2015/16          | Примера          | 8    | 0    | 2     | 0     | —         | —         | 10    | 0     |
| Маккаби (Тель-Авив) | 2016/17          | Премьер-лига     | 17   | 0    | 3     | 0     | 8         | 0         | 28    | 0     |
| Маккаби (Тель-Авив) | 2017/18          | Премьер-лига     | 1    | 0    | 1     | 0     | 3         | 0         | 5     | 0     |
| Ашдод               | 2017/18          | Премьер-лига     | 14   | 0    | 2     | 0     | —         | —         | 16    | 0     |
| БАТЭ                | 2018             | Высшая лига      | 13   | 1    | 1     | 0     | 11        | 1         | 25    | 2     |
| БАТЭ                | 2019             | Высшая лига      | 23   | 0    | 3     | 0     | 3         | 0         | 29    | 0     |
| БАТЭ                | 2020             | Высшая лига      | 24   | 1    | 5     | 1     | 1         | 0         | 30    | 2     |
| Шахтёр (Солигорск)  | 2021             | Высшая лига      | 25   | 2    | 4     | 0     | 4         | 0         | 33    | 2     |
| Шахтёр (Солигорск)  | 2022             | Высшая лига      | 10   | 1    | 2     | 0     | 2         | 0         | 14    | 1     |
| Урал                | 2022/23          | Премьер-лига     | 13   | 1    | 8     | 0     | —         | —         | 21    | 1     |
| Урал                | 2023/24          | Премьер-лига     | 4    | 0    | 1     | 0     | —         | —         | 5     | 0     |
| Всего за карьеру    | Всего за карьеру | Всего за карьеру | 295  | 15   | 47    | 1     | 73        | 2         | 415   | 18    |